# 毛果长蕊杜鹃
毛果长蕊杜鹃（学名：Rhododendron stamineum var. lasiocarpum）为杜鹃花科杜鹃花属下的一个变种。

## 扩展阅读
- 維基物種上的相關：毛果长蕊杜鹃